# Fatim Arnuk
Fatim Arnuk (arab. فطيم عرنوق) – wieś w Syrii, w muhafazie Hims. W 2004 roku liczyła 462 mieszkańców.